# The Message (álbum)
The Message é o álbum de estreia do grupo americano de hip hop Grandmaster Flash and the Furious Five, lançado em outubro de 1982 pela  Sugar Hill Records. Ele apresenta a influente faixa homônima e single "The Message".

## Lançamento e recepção
The Message foi lançado em outubro de 1982 pela Sugar Hill Records. Foi o único álbum lançado enquanto a formação original esteve junta. O álbum alcançou o número 53 nos Estados Unidos e número 77 no Reino Unido. O crítio musical Robert Christgau deu um "A–". O crítico o colocou em 21º na lista de melhores álbuns de 1982.

## Lista de faixas
| N.º | Título                           | Compositor(es)                                                                            | Duração |  |
| 1.  | "She's Fresh"                    | Milton Edwards, Bobbie Knight                                                             | 4:57    |  |
| 2.  | "It's Nasty"                     | Clifton Chase, Melvin Glover, Sylvia Robinson, Tom Tom Club                               | 4:19    |  |
| 3.  | "Scorpio"                        | Melvin Glover, Nathaniel Glover Jr, Eddie Morris, Keith Wiggins, Guy Williams             | 4:55    |  |
| 4.  | "It's a Shame (Mt. Airy Groove)" | Stevie Wonder, Syreeta Wright, Lee Garrett, Curtis Harmon, James Lloyd, Cedric Napoleon   | 4:57    |  |
| 5.  | "Dreamin'"                       | Melvin Glover, Nathaniel Glover Jr, Gary Henry, Eddie Morris, Keith Wiggins, Guy Williams | 5:47    |  |
| 6.  | "You Are"                        | Gary Henry                                                                                | 4:51    |  |
| 7.  | "The Message"                    | Clifton Chase, Edward Fletcher, Melvin Glover, Sylvia Robinson                            | 7:12    |  |

| 1982 UK LP / Relançamento europeu em CD em 2002 |                                                              | |         |  |
| N.º                                             | Título                                                       | Compositor(es) | Duração |  |
| 8.                                              | "The Adventures of Grandmaster Flash on the Wheels of Steel" | Sylvia Robinson, Melvin Glover, Gabrielle Jackson, Jiggs Chase, Gwendolyn Chisolm, Cheryl Cook, Michael Wright, Guy O'Brien, John Richard Deacon, Joseph Saddler, Angela Brown | 7:06    |  |

| edição expandida de 2010 |                                         |                                                                           |         |  |
| N.º                      | Título                                  | Compositor(es)                                                            | Duração |  |
| 8.                       | "Message II (Survival)"                 | Sylvia Robinson, Melvin Glover                                            | 6:46    |  |
| 9.                       | "New York, New York"                    | Sylvia Robinson, Edward G Fletcher, Reginald Lamar Griffin, Melvin Glover | 7:19    |  |
| 10.                      | "The Adventures of Grandmaster Himself" | desconhecido                                                              | 5:45    |  |
| 11.                      | "The Message (Instrumental Version)"    | Edward G Fletcher, Clifton Chase, Sylvia Robinson, Melvin Glover          | 7:11    |  |

Samples
- "She's Fresh" contém sample de "It's Just Begun" de The Jimmy Castor Bunch e "The Lovomaniacs" por Boobie Knight.
- "It's Nasty" contém sample de "Genius of Love" de Tom Tom Club.
- "It's a Shame" contém sample de "Mt. Airy Groove" de Pieces Of A Dream.
- "The Adventures of Grandmaster Flash on the Wheels of Steel" contém sample de "Good Times" de Chic, "Apache" de Incredible Bongo Band, "Rapture" de Blondie, "Another One Bites the Dust" de Queen, "8th Wonder" de The Sugarhill Gang, "Monster Jam" de Sequence, "Glow of Love" de Change e "Life Story" de The Hellers.

## Músicos
- Grandmaster Flash (Joseph Saddler) – toca-discos, programação de bateria, Flashformer
- Keef Cowboy (Keith Wiggins) – Vocais, back vocais, compositor e arranjador
- Grandmaster Melle Mel (Melvin Glover) – Vocais, back vocais, compositor e arranjador
- The Kidd Creole (Nathaniel Glover jr) – Vocais, back vocais, compositor e arranjador
- Scorpio (Eddie Morris) – Vocais, back vocais, compositor e arranjador
- Rahiem (Guy Todd Williams) – Vocais, back vocais, compositor e arranjador
- Baixo – Doug Wimbish
- Guitarra – Skip McDonald
- Prophet Sequential – Reggie Griffin, Jiggs, Sylvia Robinson
- Teclados – Gary Henry, Dwain Mitchell
- Bateria – Keith Leblanc
- Percussão – Ed Fletcher
- Brass – Chops Horn Section

## Paradas

### Álbum
| Parada (1982)              | Pico |
| -------------------------- | ---- |
| New Zealand Albums (RIANZ) | 14   |
| UK Albums Chart            | 77   |
| U.S. Billboard 200         | 53   |
| U.S. Top Black Albums      | 8    |

### Singles
| Ano  | Single                        | Pico         | Pico     | Pico           | Pico | Pico |
| Ano  | Single                        | U.S. Hot 100 | U.S. R&B | U.S. Club Play | NZ   | UK   |
| ---- | ----------------------------- | ------------ | -------- | -------------- | ---- | ---- |
| 1981 | "It's Nasty (Genius of Love)" | —            | 22       | —              | —    | —    |
| 1981 | "Scorpio"                     | —            | 30       | —              | —    | 77   |
| 1982 | "The Message"                 | 62           | 4        | 12             | 2    | 8    |